# Bakhchali Bakhchaliyev
Bakhchali Bakhchaliyev (en azéri : Baxşəli Həsənəli oğlu Baxşəliyev ; né le 20 août 1920 à Barda, district de Djavanchir  et mort le 12 novembre 1987 à Bakou) est un homme d'État azerbaïdjanais, ministre des Finances de la RSS d'Azerbaïdjan (1970-1987).

## Biographie
Bakhchali Bakhchaliyev commence sa carrière en 1937 en tant que bibliothécaire de lycée. À partir de 1940, il travaille comme inspecteur en chef, comptable en chef du département des finances du district, superviseur-inspecteur du département de contrôle-inspection dans la région de Barda. Il fait ses études supérieures à l’Institut des finances par correspondance<ref.

## Travail au ministère des finances
En 1954, Bakhchali Bakhchaliyev est transféré au poste de superviseur-inspecteur en chef du Bureau central du ministère des Finances de la RSS d'Azerbaïdjan, puis il devient chef du département de contrôle et d'inspection. De 1961 à 1968, il travaillé comme chef du Département principal des assurances d'État de la RSS d'Azerbaïdjan. En 1968, il est promu au poste de premier vice-ministre des Finances de la RSS d'Azerbaïdjan. De 1970 à 1987 Bakhchali Bakhchaliyev est ministre des Finances de la RSS d'Azerbaïdjan.
Bakhchali Bakhchaliyev était député du Soviet suprême de la RSS d'Azerbaïdjan de la 8e à la 11e convocation et élu membre du Comité central du Parti communiste d'Azerbaïdjan aux congrès du Parti communiste d'Azerbaïdjan.
Il reçoit deux fois l'Ordre de la bannière rouge du travail, ainsi que l'Ordre de l'Amitié des peuples, l'Insigne d'honneur et la médaille de l'URSS, et reçoit le Titre honorifique d'économiste honoré de la RSS d'Azerbaïdjan.